# Otec a otec
Otec a otec (originální francouzský název Les compères) je francouzská filmová komedie režiséra Francise Vebera z roku 1983. Hlavní role ve filmu ztvárnili francouzští herci Gérard Depardieu a Pierre Richard.

## Děj
Když šestnáctiletý Tristan uteče z domova a jeho otec není schopen udělat kromě návštěvy policejní stanice nic pro jeho nalezení, jeho matka se rozhodne vyhledat dva ze svých dávných nápadníků, novináře Lucase a učitele Pignona. Přesvědčí je, že Tristan je ve skutečnosti jejich synem, a oni se nezávisle na sobě vydávají do Nice hledat ztraceného kluka. Náhoda nicméně svede oba muže dohromady a díky odlišným povahám depresivního a o sebevraždu se pokoušejícího Pignona a „sněžného muže“ Lucase vznikají různé komické situace.
Nakonec se jim podaří chlapce vypátrat, oddělit ho od party mladých chuligánů a také sestřást zástupce podsvětí, kteří pronásledují Lucase kvůli jeho dřívější knize, odhalující propojení místních politiků a mafie. Tristan díky tomuto dobrodružství nakonec pochopí věci, kterým dosud nerozuměl a vrací se domů k pravému otci. Ještě předtím však oba „nálezce“ diskrétně přesvědčí o tom, že i přesto jsou právě oni pravými otci.

## Obsazení
| Gérard Depardieu      | Jean Lucas                |
| Pierre Richard        | François Pignon           |
| Stéphane Bierry       | Tristan Martin            |
| Anny Duperey          | Christine Martinová       |
| Michel Aumont         | Paul Martin               |
| Maurice Barrier       | Rafard, majitel hotelu    |
| Philippe Khorsand     | Milan, gangster           |
| Jean-Jacques Scheffer | Ralph, gangster           |
| Roland Blanche        | Jeannot                   |
| Jacques Frantz        | Verdier, policista        |
| Florence Moreau       | Michèle Rafardová         |
| Robert Dalban         | recepční v hotelu         |
| Gisèle Pascal         | Louise, Christinina matka |

## Ocenění
- 1984: César pro nejlepšího herce (nominace) – Gérard Depardieu
- 1984: César pro nejlepší scénář (nominace) – Francis Veber